# كاترين هاشم
كاترين هاشم ممثلة عراقية شابة، حصلت على جائزة أفضل ممثلة في 2 آب سنة 2025 لعملها في مسرحية (قمر أحمر) ضمن فعاليات الدورة الثالثة من مهرجان جرش المسرحي للمونودراما 2025، الذي أقيم بدءاً من 26 تموز سنة 2025، في العاصمة الأردنية، عمان. ذكرت كاترين أنها ممثلة جسد، وأن لها مشاركات في فن الكيروكراف، وترى كاترين أن الرقص التعبيري يعد انموذجاً مثالياً للمسرح المعاصر، وتأمل أن ينتشر بالعراق.

## أعمالها

### في المسرح
| سنة الإنتاج      | المسرحية      | الشخصية |
| ---------------- | ------------- | ------- |
| 2025             | قمر أحمر      | الرصيف  |
| تشرين الأول 2021 | طلقة الرحمة   |         |
| 2020             | الضارعات      |         |
| 2019             | أمكنة إسماعيل |         |
| 2018             | بوابة سبعة    |         |
| 2016             | سليفون        |         |